# Vernonia (Oregon)
Vernonia è una città degli Stati Uniti d'America situata nell'Oregon, nella Contea di Columbia.